# 河南省 (中華民国)
河南省（かなんしょう）は、かつて中華民国に存在した省。現在の中華人民共和国河南省の地域に相当する。

## 地理
清代の河南省の管轄地域を継承し、現在の中華人民共和国河南省全域、安徽省金寨県の大部分、湖北省大悟県東部を管轄した。
東は山東省及び安徽省、北は山西省及び河北省、南は湖北省、西は陝西省に接していた。

## 歴史
1912年（民国元年）3月、中華民国北京政府が成立すると河南巡撫を河南都督と改称、1913年（民国2年）、『劃一令』により民生部門長官として民政長が設置されたが、河南省でも都督が兼任している。1914年（民国3年）5月23日には民政長を巡按使と改称されている。1916年（民国5年）7月6日、巡按使は省長と改称、その下部に政務、財務等の庁が設置された。1927年（民国16年）3月9日、国民党中央政治会議は河南省政務委員会を設置、当初は武漢国民政府、後に南京国民政府に帰属した。
1937年（民国26年）、日中戦争が勃発すると河南省は日本軍により占領、南京政府は実効支配権を喪失し河南省政府は亡命政権となった、その後は中華民国臨時政府、続いて汪兆銘政権の実効支配下に置かれることとなった。
1945年（民国34年）、日本の敗戦と汪兆銘政権の崩壊により中華民国の統治権が回復、しかし1948年（民国37年）10月24日、共産党勢力により開封県が「解放」されると、中華民国は実効支配権を喪失している。

## 省会
省会は開封県に位置していたが、日中戦争により日本軍に占領されると1938年（民国27年）6月に鎮平県、1939年（民国28年）10月に洛陽県、1942年（民国31年）4月に魯山県、同年5月に内郷県、盧氏県に疎開している。1945年（民国34年）、日本の敗戦後は再び開封県に戻された。

## 歴代省長
| 代 | 氏名   | 就任日     | 退任日 |
| -- | ------ | ---------- | ------ |
| 1  | 斉耀琳 | 1912年3月  | -      |
| 2  | 張鎮芳 | 1912年3月  | -      |
| 3  | 段祺瑞 | 1914年2月  | -      |
| 4  | 田文烈 | 1914年4月  | -      |
| 5  | 趙倜   | 1914年9月  | -      |
| 6  | 馮玉祥 | 1922年5月  | -      |
| 7  | 張福来 | 1922年10月 | -      |
| 8  | 胡景翼 | 1924年12月 | -      |
| 9  | 岳維峻 | 1925年4月  | -      |
| 10 | 寇英傑 | 1926年3月  | -      |
| 11 | 靳雲鵬 | 1927年3月  | -      |
| 12 | 馮玉祥 | 1927年6月  | -      |
| 13 | 韓復榘 | 1928年12月 | -      |
| 14 | 劉峙   | 1930年10月 | -      |
| 15 | 商震   | 1935年12月 | -      |
| 16 | 程潜   | 1938年2月  | -      |
| 17 | 方策   | 1939年2月  | -      |
| 18 | 衛立煌 | 1939年9月  | -      |
| 19 | 李培基 | 1942年1月  | -      |
| 20 | 劉茂恩 | 1944年7月  | -      |
| 21 | 張軫   | 1948年8月  | -      |

## 行政区画

### 道制
清代は開帰陳許道、彰衛懐道、河陝汝道の3道が設置され、南京臨時政府はこれを踏襲したが、1912年（民国元年）3月、北京政府が成立すると3月に開帰陳許道、彰衛懐道が、1913年（民国2年）には河陝汝道も廃止され、新たに豫東道、豫西道、豫南道、豫北道が設置され観察使が任命された。1914年（民国3年）5月、開封道、河北道、河洛道、汝陽道と改編されている。1927年（民国16年）、北伐の結果馬玉祥が河南省に入ると道制は廃止された。
- 開封道
- 河北道
- 河洛道
- 汝陽道

### 県級行政区画
中華人民共和国成立直前の管轄県は下記の110県。（50音順）
- 安陽県
- 尉氏県
- 洧川県
- 伊川県:1929年7月、洛陽県、登封県、臨汝県、伊陽県の一部に自由県として設置される。1932年10月に改称。
- 伊陽県
- 禹県
- 永城県
- 偃師県
- 郾城県
- 延津県
- 鄢陵県
- 温県
- 開封県:清代の祥符県。1912年に開封府の直轄とされたが、1913年2月に県制施行された際に改称された。1929年9月に県城区を開封市とされたが、1930年9月、人口規模不足を理由に廃止され開封県に統合された。また1936年1月にも同様に開封市が設置されたが、同年5月に再び開封県に統合されている。
- 獲嘉県
- 確山県
- 滑県
- 夏邑県
- 淇県
- 杞県
- 輝県
- 汲県
- 宜陽県
- 鞏県
- 許昌県
- 虞城県
- 経扶県:1933年9月に光山県新集地区に新設。
- 滎陽県
- 原武県
- 郟県
- 光山県
- 潢川県
- 固始県
- 考城県
- 項城県
- 広武県:1931年、滎沢県及び河陰県が合併し成立。
- 済源県
- 汜水県
- 修武県
- 浚県
- 渉県
- 商丘県
- 閿郷県
- 上蔡県
- 襄城県
- 商城県
- 商水県
- 汝南県:清代の汝陽県。1912年、汝寧府に編入。1913年2月に県が再置される際に改称。
- 新安県
- 沈丘県
- 新郷県
- 新蔡県
- 新鄭県
- 新野県
- 信陽県
- 沁陽県:清代の河内県。1911年、懐寧府に編入。1913年2月に再度県として設置された際に改名。
- 睢県
- 遂平県
- 嵩県
- 西華県
- 西平県
- 正陽県
- 柘城県
- 淅川県
- 陝県
- 息県
- 太康県
- 中牟県
- 長葛県
- 鎮平県
- 陳留県
- 通許県
- 鄭県:1928年3月、県城区に鄭州市が設置されたが、1931年1月に廃止となり鄭県に編入されている。
- 鄧県
- 湯陰県
- 唐河県:清代の唐県。1914年1月改称。
- 桐柏県
- 登封県
- 内郷県
- 内黄県
- 南召県
- 南陽県
- 寧陵県
- 博愛県:1928年7月、沁陽県東北部に新設。
- 泌陽県
- 武安県
- 封丘県
- 扶溝県
- 武陟県
- 舞陽県
- 澠池県
- 方城県
- 宝豊県
- 密県
- 民権県:1929年7月、杞県東北部及び睢県北部に新設。
- 孟県
- 孟津県
- 葉県
- 陽武県
- 洛寧県:清代の永寧県。1914年6月改称。
- 羅山県
- 蘭封県
- 林県
- 臨潁県
- 臨汝県
- 臨漳県
- 霊宝県
- 鹿邑県
- 魯山県
- 盧氏県
- 淮陽県:清代の淮寧県。1913年2月改称。

### 行政督察区
1932年（民国21年）4月、全省を14区に分割した行政督察区制度が施行された。1938年（民国27年）8月には全省を12区、11月に13区、1942年（民国31年）3月に再び12区に改編され、中国共産党による「解放」まで沿襲された。